# Strängteori

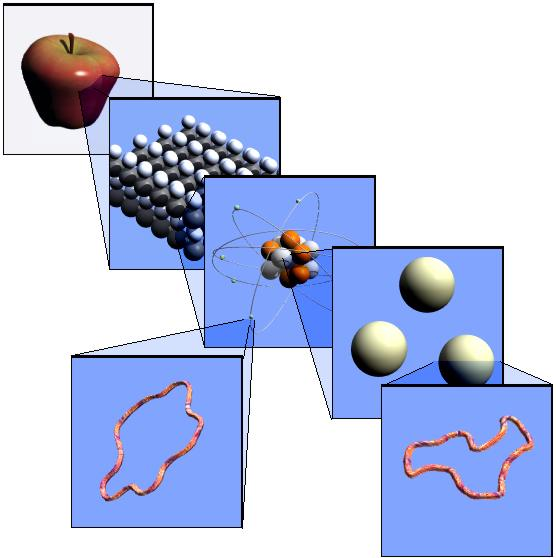
I strängteorin är de mest fundamentala byggstenarna, som tidigare setts som punktpartiklar, i själva verket små vibrerande strängar.

Strängteori är en modell inom fysiken som ämnar beskriva materiens allra minsta byggstenar. De fundamentala byggstenarna inom strängteorin är endimensionella vibrerande strängar, vilket innebär att de har en rumslig utsträckning till skillnad från tidigare fysikaliska modeller som baserades på punktlika (noll-dimensionella) partiklar. Genom att använda denna modell kan fysiker undvika vissa problem som annars uppkommer. Djupare studier av strängteori har visat att strängteorier inte bara beskriver strängar utan även andra objekt, både punktlika objekt och objekt med högre dimensionalitet, så kallade bran (eng. branes). 
Strängteorin har som ett mål att lösa ett av de stora problemen inom teoretisk fysik: att förena kvantmekaniken med den allmänna relativitetsteorin. Kvantmekaniken är nödvändig för att beskriva fysik i mycket liten skala och har hittills använts för att beskriva tre av de fyra fundamentala naturkrafterna: den elektromagnetiska kraften samt de starka och svaga kärnkrafterna, i standardmodellen för partikelfysik. Den allmänna relativitetsteorin däremot är en klassisk (icke kvantmekanisk) teori som beskriver den resterande kraften, gravitationen, men när man försöker formulera en kvantmekanisk version av teorin på samma sätt som man gör för de andra krafterna får man inte en rimlig teori. Strängteori har visats reducera till partikelfysik och allmän relativitetsteori när energin i ett tänkt experiment är tillräckligt låg, dvs. då "upplösningen" är för låg för att "se" strängarna. Som framgår nedan har strängteori däremot ännu inte fått experimentell bekräftelse vid "högre upplösning".
Termen strängteori avsåg ursprungligen de 26-dimensionella bosoniska strängteorierna (bosonic string theories), men senare inkluderades även de 10-dimensionella supersträngteorierna, som fås genom att supersymmetri läggs till bilden. Numera avser "strängteori" oftast supersträngteori, medan den äldre modellen kallas "bosonisk strängteori". På 1990-talet upptäckte bland andra Edward Witten förhållanden som starkt talar för att de olika supersträngteorierna är olika specialfall av en hittills okänd 11-dimensionell teori kallad M-teori. Dessa upptäckter gav upphov till vad som kallas den andra supersträngrevolutionen.
Det stora intresset för supersträngteorier kommer alltså till stor del av hoppet att med dessa få till stånd en teori som förklarar allting. Supersträngar kan förklara kvantgravitation och dessutom kan man beskriva de andra naturkrafterna och fermioner, materiens byggstenar. Det är ännu inte känt om strängteori kan beskriva ett universum med exakt de krafter och partiklar vi kan iakttaga, det vill säga de olika fält som utgör partikelfysikens Standardmodell. Det är heller inte klart hur mycket frihet att välja dessa detaljer som teorin tillåter – om strängteorin ska fungera som en teori för allting måste den kunna komma fram till Standardmodellen som en unik teori.
På ett mer konkret plan har strängteorier lett till framsteg inom matematiken för topologi, algebraisk geometri, differentialgeometri, representationsteori för grupper, knutar, Calabi–Yau-rum och flera andra fält. Strängteori har också lett till förbättrad insikt i supersymmetrisk gaugeteori, och har genom den så kallade AdS/CFT-dualiteten lett till möjligheter att studera gaugeteorier vid stark koppling.
Dualiteten ger i sin tur en möjlighet att förstå kvantgravitation från svagt kopplad gaugeteori.

## Grundläggande egenskaper
Strängteorin säger att våra elementarpartiklar består av strängar. Dessa strängar vibrerar på olika sätt och det är dessa vibrationer som avgör en observerad partikels arom, laddning, massa och spinn, och därmed vilken typ av partikel som strängen ger upphov till. Strängen är en-dimensionell och har en längd som sannolikt är en plancklängd (ca 10−35 m). En sträng består inte av något, den är fundamental. Det finns alltså inget som är mindre än en sträng. Vi har två huvudtyper av strängar, den öppna och den slutna. Ändarna på den öppna strängen kan antingen vara fria eller sitta fast på en yta (bran). Den öppna strängen kan då röra sig över ytan men ej släppa taget från den.

### Världslakan
En punktpartikel som förflyttar sig i rummet och tiden kommer att skapa en världslinje. Denna världslinje är partikelns ”historia”. En sträng som på motsvarande sätt förflyttar sig kommer istället att skapa ett världslakan (eng. worldsheet). Strängen skapar en yta – en mångfald. Om strängen är sluten kan ytan liknas vid ett rör (en tvådimensionell mångfald) utan ändpunkter. En öppen sträng kommer däremot att skapa en yta som kan liknas vid en remsa. 

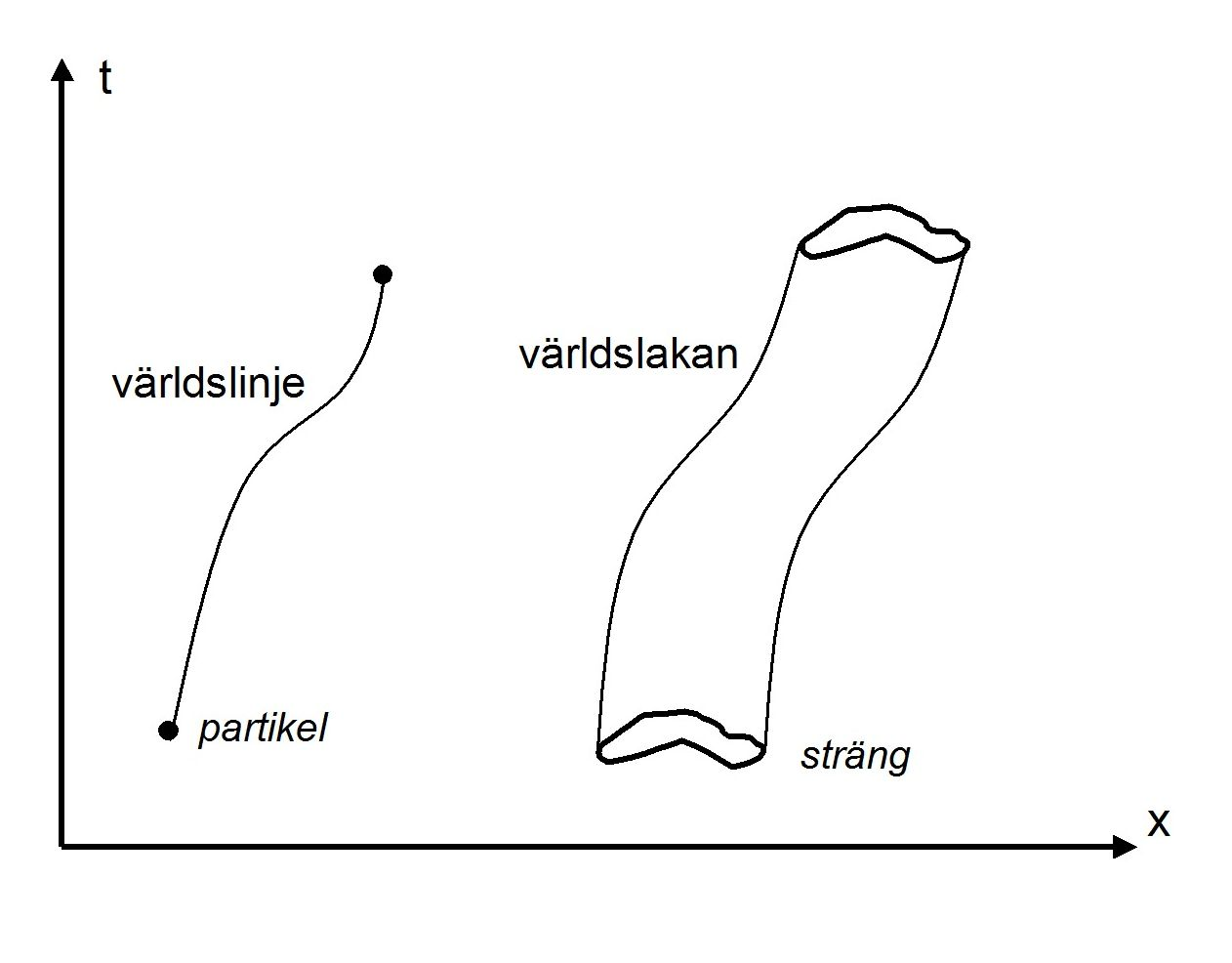
Partikel respektive sträng som förflyttar sig i rumtid

Inom partikelfysikens standardmodell används Feynmandiagram för att beskriva den växelverkan som finns mellan partiklar. Strängar skapar världslakan som kan omformas och skapa liknande diagram. 

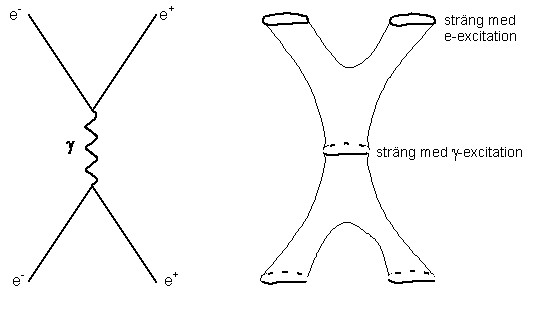
Växelverkan mellan partiklar respektive strängar

### Dualitet
Dualitet handlar om att två teorier är sidor av samma mynt. De skiljer sig åt matematiskt men inte fysiskt. Ett exempel är inom kvantmekaniken där Erwin Schrödingers vågfunktioner och Werner Heisenbergs matriser var två helt olika metoder som beskrev samma fenomen.
Som tidigare nämnts finns det inte bara en strängteori utan ett stort antal olika strängteorier. Dessa har komprimerats till fem supersträngteorier som skulle kunna vara möjliga. Den ursprungliga strängteorin är den så kallade Bosoniska strängteorin som kräver 26 dimensioner av rumtid, men i första strängrevolutionen (runt 1985) hittades fem olika fungerande 10-dimensionella strängteorier. Fem teorier var dock fortfarande för många då man letar efter en teori för allting.
| Strängteorier | Strängteorier            | Strängteorier |
| Typ           | Antal rumtidsdimensioner | Beskrivning |
| ------------- | ------------------------ | --- |
| Bosonisk      | 26                       | Beskriver endast bosoner, inte fermioner vilket betyder bara krafter ingen materia, både öppna och slutna strängar; svaghet: en partikel med imaginär massa kallad tachyon, står för instabiliteten hos teorin                 |
| I             | 10                       | Supersymmetri mellan krafter och materia, med både öppna och slutna strängar, ingen tachyon, gruppsymmetrin är SO(32) |
| IIA           | 10                       | Supersymmetri mellan krafter och materia, med slutna strängar kopplade till D-bran, ingen tachyon, masslösa fermioner med spinn åt båda håll (icke-kiral)                                                                      |
| IIB           | 10                       | Supersymmetri mellan krafter och materia, med slutna strängar kopplade till D-bran, ingen tachyon, masslösa fermioner med spinn åt endast ett håll (kiral)                                                                     |
| HO            | 10                       | Supersymmetri mellan krafter och materia, med bara slutna strängar, ingen tachyon, heterotisk, vilket betyder att det är skillnad på strängar med rörelse åt höger och på dem med rörelse åt vänster, gruppsymmetrin är SO(32) |
| HE            | 10                       | Supersymmetri mellan krafter och materia, med bara slutna strängar, ingen tachyon, heterotisk, vilket betyder att det är skillnad på strängar med rörelse åt höger och på dem med rörelse åt vänster, gruppsymmetrin är E8×E8  |

Den andra supersträngrevolutionen utlöstes av Edward Witten som hittade ett sätt att koppla ihop de fem olika teorierna med varandra genom dualitet. Tidigare hade man försökt att med hjälp av teoriernas respektive strängkopplingskonstant använda störningsmetoden för att hitta samband mellan de olika teorierna. Störningsmetoden kan dock bara användas om strängteoriernas strängkopplingskonstanter är små, vilket betyder att de är under 1 som är gränsen mellan liten och stor enligt matematiken bakom detta fenomen. Vilka kopplingskonstanter teorierna har vet man dock inte än, vilket gör att man inte kan använda sig av störningsmetoden direkt eftersom den bara är relevant då konstanterna är små.
Till en början såg de fem supersträngteorierna ut att vara helt olika teorier, men med hjälp av Wittens idé om dualiteter lyckas vi nu koppla ihop dem till en enda teori kallad M-teori. Med hjälp av T-dualitet, i vilken man till exempel ser på en dimensions lilla eller stora storlek i cirkelformat, kan vi koppla ihop teori typ IIA med typ IIB (vilka då är duala med varandra) samt heterotisk E8×E8 med heterotisk SO(32).
S-dualiteten som bygger på strängteoriernas kopplingskonstant förbinder teori IIB med sig själv och den kallas då självdual. Den förenar även strängteori typ I med heterotisk SO(32). I S-dualiteten kan kopplingskonstanten vara stor, och den kopplar samman en teori med låg kopplingskonstant med en som har hög kopplingskonstant. Då strängkopplingskonstanten är låg på den ena och hög på den andra är de två teorierna identiska. 

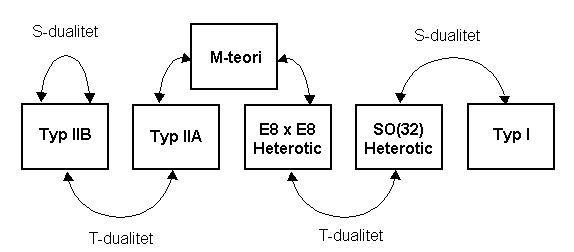

### Extra dimensioner
En intressant egenskap hos strängteorier är att de förutsäger hur många dimensioner universum ska ha. Ingenting i Maxwells elektromagnetiska teorier eller Einsteins relativitetsteorier gör sådana förutsägelser, utan förutsätter att iakttagaren "fyller i" antalet dimensioner "för hand".
Strängteorier däremot låter en beräkna antalet dimensioner utifrån grundpremisser. Tekniskt sett kommer detta av att Lorentzinvariansen endast kan uppfyllas för vissa antal av dimensioner. Detta är ungefär som att säga "om en iakttagare mäter sträckan mellan två punkter och sedan vrids med någon vinkel och mäter sträckan igen, så kommer avståndet att vara detsamma vid båda mättillfällena bara om universum har något av vissa antal dimensioner".
Huvudproblemet visar sig vara att universum inte alls har de väntade fyra dimensionerna – tre i rummet och en tidsaxel – utan 10 eller 11. Mer exakt har bosoniska strängteorier 26 dimensioner, medan supersträngar och M-teorier visar sig innehålla 10 eller 11 dimensioner.
Detta verkar gå stick i stäv med iakttagbara fakta. Fysiker använder i huvudsak två olika sätt för att hantera detta problem. Det första är att kompaktifiera extradimensionerna – med andra ord, de 6 eller 7 extra dimensionerna är så små att de inte kan upptäckas. För 6 dimensioner används Calabi-Yau-rymder. För 7 dimensioner kallas de G2-mångfalder. I korthet "kompaktifieras" de extra dimensionerna genom att de kortsluts med sig själva.
En vanlig liknelse för kompaktifiering är att likna ett mångdimensionellt rum med en trädgårdsslang. Betraktad från tillräckligt stort avstånd verkar den ha bara en dimension, sin längd. Denna dimension motsvarar våra vanliga iakttagbara fyra dimensioner. Om man däremot närmar sig trädgårdsslangen kommer man att upptäcka en andra dimension, slangens omkrets. Denna "extradimension" kan bara iakttas från tillräckligt nära håll, precis som extradimensionerna i ett Calabi–Yau-rum bara är synliga på extremt litet avstånd och därför inte enkelt upptäcks. Den svenske fysikern Oskar Klein hade redan på 1920-talet arbetat med en extra femte dimension för att beskriva Maxwells ekvationer.
En verklig trädgårdsslang har naturligtvis fler dimensioner (tre rumsliga) men för liknelsens skull bortser vi från dessa och betraktar istället bara dimensioner på slangens yta. En punkt på ytan kan anges med två parametrar, avstånd på slangens längd och position på omkretsen, precis som en punkt på jordens yta kan anges med longitud och latitud. I bägge fallen säger vi därför att objektet har två rumsliga dimensioner. 
En annan möjlighet är att vi befinner oss i en "3+1-dimensionell underrymd" till universum, där man skriver "3+1" för att visa att tiden är en annan typ av dimension än rumsdimensionerna. Eftersom den här teorin använder sig av objekt som kallas "D-branes" ("D-bran" på svenska) (en ordlek, av membrane, membran) kallas den "braneworld"-teorin. En intressant bieffekt av den teorin är att om den är sann borde den kunna möjliggöra (men inte alls säkert förutsäga eller nödvändiggöra) observation av kvantgravitationseffekter, och det på en nivå som borde kunna observeras på CERNs Large Hadron Collider i Genève. Trots möjligheten är det inte många som tror att önskningen kommer att infrias.
Oavsett detta borde gravitation som verkar i dessa dolda dimensioner producera andra, icke-gravitationskrafter, som till exempel elektromagnetism. I princip är det därför möjligt att härleda de extra dimensionernas beskaffenhet genom att kräva konsistens med standardmodellen men ännu är detta inte praktiskt genomförbart.

### D-bran
Ett D-bran är ett bran som har öppna strängar stationerade på det. Som vi ser i tabellen ovan (under dualitet) är ett D-bran förutsättningen för att öppna strängar ska existera i strängteorierna av typ II. Spänningen i D-branet fås av TDp = 2πms2/gs (ms är strängmassan och gs är kopplingskonstanten för teorin). 
Att spänningen är beroende av kopplingskonstanten är ett typiskt drag för ett D-bran.
När de öppna strängarna är fästa på D-branet kan de inte lämna det, strängarna kan förflytta sig längs branets dimensioner men inte lossna från det. I det fall det skulle finnas flera parallella D-bran kan strängarna ha dess vardera två ändar fästa på två olika D-bran. Avståndet mellan dessa D-bran är då kopplat till strängens längd. 
D-bran har inte obegränsat antal dimensioner, de är beroende av vilken av de fem supersträngteorierna D-branet verkar i. I teori typ I kan D-branet ha 1, 3 eller 9 dimensioner, i teori typ IIA 0, 2, 4, 6 eller 8 dimensioner medan det i teori typ IIB kan ha -1, 3, 5 eller 7 dimensioner (tidsdimensionen ej medräknad).

## Strängteorins historia
1921 presenterade Theodor Kaluza för akademien i Tyskland en teori med flera dimensioner för att få ut Maxwells ekvationer ur Einsteins fältekvationer.
Oskar Klein visade 1924 att extra dimensioner är ihoprullade med en längd som motsvarar en Plancklängd. Detta insåg han när han försökte inkludera både våg och partikelaspekten kvantmekaniskt vid höga energier. Typer av teorier där man har extra ihoprullade rumsdimensioner kallas Kaluza–Klein-teorier.  Oskar Klein var dock långt före sin tid och fick ingen uppmärksamhet för sitt arbete.
Det skulle dröja till slutet av 1960-talet innan man upptäckte strängarna då man studerade den starka kärnkraften med hjälp av dualresonansmodellen.  Det man egentligen ville titta på var hur hadronerna uppförde sig. Kvantfältteorin kunde inte användas för att beskriva starkt samverkande hadroner med stort spinn och därför utvecklade man dualresonansmodellen. År 1968 vid Weizmanninstitutet i Israel tog Gabriele Veneziano fram en funktion som förklarade stora delar av hadroners uppförande. Funktionen var densamma som Leonhard Eulers betafunktion. Runt 1970 visade Leonard Susskind vid Stanford University att formeln även kunde användas till att beskriva hadroner som kvanttillstånd hos öppna strängar. Även Yoichiro Nambu vid Chicagos universitet och Tetsuo Goto och Holger Bech Nielsen vid Niels Bohr-institutet i Köpenhamn kom fram till samma sak. De tidiga versionerna av strängteorin kallas bosonisk strängteori.
Stanley Mandelstam, verksam vid Princeton University, fann att strängarna kan interagera med varandra, han menade att de kan slås ihop och även dela på sig. Genom att sammanfoga sina ändar kan då strängarna bli slutna ”ringar”. Till en början visste man inte vad man skulle använda strängarna till utan hade en mängd olika idéer, bland annat att strängarna sammanlänkar partiklar. 
I början av 1970-talet presenterade C Lovelace sin idé om att det krävdes fler än de tre vanliga rumsdimensionerna vi är vana vid och han menade att det i strängteorin krävdes 25 stycken.
Pierre M. Ramond konstruerade år 1971, tvådimensionell supersymmetri. Inte långt efter kom Neveu, Scherk och Schwarz med sin dualmodell baserad på Ramonds idéer. Denna teori har nio rumsdimensioner och tre av dem är våra vardagliga dimensioner. Delvis förklaras de övriga sex dimensionerna av Eugenio Calabi då han formulerade vad vi idag kallar Calabi–Yau-rummet. Denna teori färdigbevisades av Shing-Tung Yau. Detta rum eller denna form är det som bäst beskriver de sex stycken ihoprullade rumsdimensionerna i de tiodimensionella strängteorierna. Supersymmetri med fyra dimensioner upptäcker man 1971 i dåvarande Sovjetunionen. Supersymmetrin uppkom också för att förklara de mellantunga partiklarnas massor som förmedlar den svaga kärnkraften. W+ W- och Z0 har massor på omkring 1011  elektronvolt. Planck-massan är ungefär 1028 elektronvolt. Nu kunde detta förklaras med en och samma teori. 
Scherk och Schwarz gav inte upp vad gällde strängteorin som så många andra gjorde efter 1973 utan de fortsatte forska och upptäckte att strängarna var tvungna att minskas i storlek från att ha varit 10−15 m ned till Planck-längden som är 10−35 m. De presenterade idén 1974 men det tog ca 10 år för övriga forskarvärlden att erkänna och acceptera detta. 
1984 publicerade Schwarz och Green en artikel som visar att den kirala teorin kan formuleras i tio dimensioner. Resultatet gjorde att strängteorin blev ett stort forskningsområde. Mellan åren 1984 till 1986 publicerades mer än 1000 artiklar inom området och hundratals forskare engagerade sig i teorin. Det som hände under denna tid brukar kallas den första supersträngrevolutionen. 
År 1994–1995 upptäckte Chris Hull, Paul Townsend och Edward Witten att det var approximationsmetoderna inom bland annat supersträngteori av typ IIB som dolde en elfte dimensionen och denna upptäckt ledde till vad man kallar den andra supersträngrevolutionen. En supergravitationsteori med en elfte dimension var något som Eugen Cremmer, Bernard Julia och Scherk upptäckte redan 1978 men som de då inte kunde förklara. 
Edward Witten ansåg vidare att man kunde beskriva samtliga fem supersträngteorier med färre dimensioner än vad som varit möjligt innan. Han introducerade M-teorin och med den en elfte dimension.
1985 kommer David Gross, Jeff Harvey, Emil Martinec och Ryan Rohm, då verksamma vid Princeton University fram till nästa version av strängteorin och denna kallades den Heterotiska strängteorin. Även denna teori är fri från avvikelser och även den lovande. I denna är vågor som färdas medurs på strängen tiodimensionella enligt supersträngsteorin medan de vågor som färdas moturs är 26-dimensionella enligt den ursprungliga 26-dimensionella strängteorin. Partiklarna som strängen representerar är utspridda på strängen, istället för att bara finnas i strängens ändar.

## Kritik av strängteori
Några kritiker av strängteori som Woit, Smolin, Anderson och Glashow, poängterar att strängteori har problem med att 1. energin som krävs för att testa kvantgravitation är för hög, 2. förutsägelserna inte är unika eftersom det finns många lösningar, och 3. teorin är bakgrundsberoende.
Teorin har aldrig kunnat bevisats i direkta experiment.